# 伊那県
伊那県（いなけん）は、慶応4年（1868年）に信濃国内の幕府領・旗本領を管轄するために明治政府によって設置された府藩県三治制の県。管轄地域は現在の長野県全域に広く分布している。のちに管轄区域を変更し、現在の長野県南部、愛知県東部を管轄した。

## 概要
江戸幕府のもと、信濃国内の幕府領（約21万8000石）は、飯島陣屋（現在の上伊那郡飯島町）、中野陣屋（現在の中野市）、中之条陣屋（現在の埴科郡坂城町）、御影陣屋（現在の小諸市）、塩尻陣屋（現在の塩尻市）の5つの代官所によって管轄され、一部地域が松本藩、松代藩の預地となるなど複雑な経緯をたどったが、戊辰戦争後は新政府の命で尾張藩（のち名古屋藩に改称）による取り締まりを受け、慶応4年（1868年）、飯島陣屋に伊那県が設置され、旗本領も含めて徐々に一元化されていった。
明治2年（1869年）に信濃国北部が中野県（のちに長野県に改称）として分立、三河県を編入して管轄地域が大幅に変更されたが、明治4年（1871年）、廃藩置県後の第1次府県統合に伴い信濃国、飛騨国の6県が筑摩県に統合されたことにより廃止された。三河国は額田県に移管されている。

### 信濃国の天領
天保5年（1834年）の信濃国郷帳における天領は以下の通り（下三桁四捨五入）。
- 中野代官所 - 約6万2000石
- 中之条代官所 - 約2万4000石
- 御影代官所 - 約2万9000石
- 飯島代官所 - 約1万9000石
- 松代藩預所 - 約2万3000石
- 松本藩預所 - （塩尻代官所を承継）約5万5000石
- 千村平右衛門（旗本）預所 - 約6300石

## 沿革
- 慶応4年/明治元年（1868年）
  - 2月17日 - 新政府が尾張藩に信濃国内の幕府領を没収して支配するよう命令。
  - 3月7日 - 伊那郡飯島町（現在の上伊那郡飯島町飯島2309-1）の飯島陣屋にあった飯島代官所が天皇に忠誠を尽くすという誓約書を提出して廃止。
  - 3月8日 - 尾張藩が飯島陣屋に尾張藩飯島取締役所を設置。
  - 8月2日 - 飯島陣屋に伊那県を設置。
  - 10月4日 - 尾張藩管轄の旧幕府領のうち伊那郡の36村（15,300石）が伊那県となる。
- 明治2年（1869年）
  - 2月30日 - 伊那郡以外の信濃国内の尾張藩管轄地域を編入。
  - 4月から5月にかけて、尾張藩管轄地域が伊那県に引き渡され、中野陣屋、中之条陣屋、御影陣屋、塩尻陣屋の尾張藩取締役所がそれぞれ伊那県支局となる。
  - 2月から6月にかけて、信濃国内の旗本領、松本藩が幕府から預かっていた地域（伊那郡、筑摩郡）、三河県のうち重原藩と静岡藩に編入された地域を除く338村（56,864石）を編入。
  - 9月11日 - 三河国加茂郡足助村（現在の豊田市足助町陣屋跡19-3）の足助陣屋に伊那県足助庁を設置。
  - 9月 - 千村氏、知久氏が幕府から預かっていた地域（伊那郡）を編入。
- 明治3年（1870年）
  - 9月17日 - 信濃国北部の154,472石が分割され中野県が発足。伊那県は南部の168,634石のみとなる。
- 明治4年（1871年）
  - 9月 - 名古屋県（旧尾張藩→名古屋藩領）のうち木曽郡（13,000石）と旧高須藩領（15,000石）を編入。
  - 6月2日 - 廃藩となった龍岡藩のうち三河国の領地を編入。
  - 11月20日 - 第1次府県統合により信濃国西部の4県が統合して筑摩県が発足。同日伊那県廃止。ただし、三河国は額田県に移管。

## 管轄地域
三河県から編入された三河国内の管轄地域については、碧海郡、額田郡、加茂郡、設楽郡、宝飯郡、渥美郡、八名郡に分布していたが、「旧高旧領取調帳」では既に額田県の管轄となっているため詳細は不明。のちに筑摩郡、伊那郡を除く6郡が中野県に移管された。のちに編入された龍岡藩領は額田郡、加茂郡に存在した。
- 信濃国
  - 高井郡のうち - 118村（中野代官所106村、松代藩預所12村）
  - 埴科郡のうち - 14村（中之条代官所）
  - 水内郡のうち - 64村（中野代官所20村、松代藩預所44村）
  - 小県郡のうち - 32村（中之条代官所12村、旗本領20村）
  - 佐久郡のうち - 153村（中之条代官所24村、御影代官所85村、旗本領18村、小諸藩領1村。中野県移管後に龍岡藩領25村を編入）
  - 筑摩郡のうち - 110村（松本藩預所104村、飯島代官所6村）
  - 伊那郡のうち - 204村（飯島代官所41村、松本藩預所26村、千村氏預所11村、知久氏預所5村、旗本領30村、白河藩領49村、名古屋藩管轄の旧高須藩領42村）
  - 更級郡のうち - 5村（中之条代官所1村、旗本領4村）

## 歴代知事
- 慶応4年/明治元年（1868年）8月2日 - 明治3年（1870年）5月27日 ： 知事・北小路俊昌（元公家。贋二分金問題、伊那県商社事件により失脚）
- 明治3年（1870年）5月27日 - 明治3年（1870年）6月24日 ： 知事・千種有任（元公家）
- 明治3年（1870年）6月24日 - 明治4年（1871年）4月5日 ： 不在
- 明治4年（1871年）4月5日 - 明治4年（1871年）4月8日 ： 知事・林友幸（元山口藩士。中野県権知事兼任）
- 明治4年（1871年）4月8日 - 明治4年（1871年）11月20日 ： 不在

1870年から1871年にかけて山下郡介、永山盛輝（元鹿児島藩士）が大参事（知県事に次ぐ地位の役職）を務めた。